# HD 73599
HD 73599，又名BD+08 2099，SAO 116997、HR 3424，是一颗恒星，视星等为6.45，位于銀經218.16，銀緯27.62，其B1900.0坐标为赤經8h 34m 2.5s，赤緯+8° 27.62′ 13″。